# وفا هخامنشی
وفا هخامنشی (زاده ۷ فروردین ۱۳۷۰ در بندرترکمن)، بازیکن فوتبال اهل ایران است که در پست دفاع وسط بازی می‌کند. او همراه با فولاد در فصل ۹۳–۱۳۹۲ قهرمان لیگ برتر فوتبال ایران شده‌است.
هخامنشی سابقه بازی در تیم‌های نفت تهران، فولاد خوزستان، فجرسپاسی شیراز، سپاهان نوین اصفهان، خونه به خونه بابل، صنعت نفت آبادان و المینا عراق را دارد. در ابتدای فصل ۱۳۹۸–۱۳۹۹ به تیم المینا عراق پیوست اما ماجراهای عجیب لیگ عراق و تعطیلی این لیگ باعث شد تا وی از این تیم در نقل و انتقالات زمستانی جدا شود و در تاریخ پنجم بهمن سال ۱۳۹۸ به ذوب آهن اصفهان بپیوندد وبعد به تراکتور ملحق شد.